# Bruno Bachler
Pour les articles homonymes, voir Bachler.
Bruno Bachler (né le 9 octobre 1924 à Insterbourg, mort le 15 novembre 2011) est un résistant allemand communiste.

## Biographie
Bachler grandit dans une famille communiste dans la Prusse orientale et continue à lutter contre le nazisme naissant après avoir déménagé d'Insterbourg à Duisbourg. Enfant, Bruno est membre des Jeunes Pionniers Rouges. Son père est arrêté le 27 février 1933, la nuit de l'incendie du Reichstag, et envoyé dans l'un des premiers camps de concentration, où il meurt des conséquences de son emprisonnement. Après la Volksschule, Bruno Bachler apprend le métier de tourneur dans l'entreprise Mannesmann.
Après le début de la Seconde Guerre mondiale, il rejoint les Pirates Edelweiss, un groupe de jeunes résistants. Lorsque cette appartenance est connue, on enquête sur lui. Après avoir réussi son examen de compagnon en 1942, il est appelé dans la Wehrmacht. Au cours de sa formation de recrue, il récupère secrètement des tracts déposés par les Anglais, qu'il distribue aux ménages à proximité de sa caserne. Il est arrêté et jugé devant un tribunal qui le condamne à un an de prison sur le front. Il est d'abord interné au camp de concentration de Buchenwald pendant un quart d'année, après quoi il est affecté à la Strafkompanie de la 16e Panzerdivision sur le front de l'Est, où il est utilisé pour nettoyer les mines. Un jour, il refuse d'entrer dans le champ de mines, est abattu alors qu'il tente de s'échapper mais est emmené dans un hôpital, souffrant de graves blessures abdominales, puis dans une unité à Brunswick. Il déserte et s'enfuit dans la Saxe, où il attend l'arrivée de l'Armée rouge.
Après la fin de la guerre, il revient à Duisbourg en 1945. Il est l'un des membres de la refondation locale du KPD. Il réunit des jeunes dans le groupe Nouvelle Jeunesse et fonde la Jeunesse libre allemande à Duisbourg en 1946. Après son interdiction en République fédérale d'Allemagne en 1951, il continue à militer illégalement. Il est de nouveau arrêté et condamné à trois mois de prison. Même après l'interdiction du KPD en 1956, il est emprisonné pendant trois mois pour poursuite illégale du travail politique au sens de trahison. Quelques années plus tard, un tribunal le condamne à treize mois de prison pour coopération illégale avec le FDGB, qu'il passe à la prison de Clèves. Cinq mois de prison supplémentaires lui sont affectés pour un crime ancien : l'organisation de vacances pour les enfants de la République fédérale d'Allemagne en RDA.
Bachler participe à l'Ostermarsch et appelle à s'opposer aux opérations militaires de la Bundeswehr. Lors des réunions de l'Association des persécutés du régime nazi, il rend compte aux jeunes de la résistance des Pirates Edelweiss et de son séjour dans un camp de concentration.